# Kesecik, Korgun
Kesecik là một xã thuộc huyện Korgun, tỉnh Çankırı, Thổ Nhĩ Kỳ. Dân số thời điểm năm 2010 là 95 người.